# فوزی البنزرتی
فوزی البنزرتی (انگلیسی: Faouzi Benzarti؛ زادهٔ ۳ ژانویهٔ ۱۹۵۰) یک بازیکن فوتبال اهل تونس است.